# Designation
Designation stammt aus dem Lateinischen und bezeichnet in einer frühen Bedeutung die Bestimmung eines Amtsnachfolgers im Voraus. So ist etwa ein Kandidat, der von dem entsprechenden Wahlgremium zum künftigen Amtsnachfolger gewählt wurde, ab der erfolgten Wahl bis zu seinem tatsächlichen Amtsantritt designiert.
Im Deutschen wird der Ausdruck designieren in Politik und Wirtschaft häufig im Sinne von  „bezeichnen“, „bestimmen“ oder „für ein noch nicht besetztes Amt vorsehen“ verwendet, im technischen Sprachgebrauch auch mit der Bedeutung „eine Sache für einen Zweck bestimmen“.
Daneben ist Designation ein sprachwissenschaftlicher Fachausdruck, der in der Semantik gebraucht wird, um eine bedeutungstragende Beziehung zu bezeichnen, bei der ein Ausdruck für eine Klasse von Gegenständen, Objekten oder Elementen steht. 

## Designation im Mittelalter
Eine verfassungspolitisch bedeutsame Rolle spielte die Designation bei der Nachfolgeregelung der fränkischen und später der Könige des Heiligen Römischen Reiches im Mittelalter. Weil die Thronfolge nicht durch Erbrecht gesichert war, versuchte der König, seinen Nachfolger durch Empfehlung an die Großen des Reichs zu seinen eigenen Lebzeiten zu bestimmen. Dies geschah nicht selten in Form einer tatsächlichen Wahl, aber wohl auch durch weniger förmliche Akte.
Es lassen sich vier Formen von Designation unterscheiden, die rechtlich unterschiedliche Bedeutung haben:
- die designatio de futuro, die vom herrschenden König geforderte Verpflichtung der Großen auf Anerkennung der Nachfolge seines Sohnes durch Treueid auf den Sohn (Beispiele sind die Designation Liudolfs 946 durch Otto I., die Designation Heinrichs III. 1026 und Heinrichs IV. 1050.)
- die designatio de praesenti der vorstaufischen Zeit, die vom König befohlene Wahl seines Sohnes bei Lebzeiten (z. B. die Designation Ottos III.)
- die designatio de praesenti der staufischen Zeit (z. B. die Designation Heinrichs VI. 1169)
- die Fremddesignation, d. h. die Designation eines Nachfolgers, der nicht Sohn des Herrschers ist (z. B. die Designation Heinrichs I. 919, Friedrichs I. 1152)

Der Versuch der Herrscher, das Wahlrecht der Fürsten auf diese Weise auszuschalten, ist ab 1075 nicht mehr recht erfolgreich gewesen, ein Grund, weshalb Heinrich VI. einen Erbreichsplan verfolgte. Mit der Doppelwahl von 1198 (siehe Deutscher Thronstreit) war er praktisch gescheitert, rechtlich fixiert wurde das Wahlrecht der Fürsten gegen jedes Designationsrecht des Herrschers aber erst mit der Bildung des Kurfürstenkollegs.